# Temporada 1959-60 de la NBA
La temporada 1959-60 de la NBA fue la 14.ª en la historia de la liga. La temporada finalizó con Boston Celtics como campeones (el segundo de ocho anillos consecutivos) tras ganar a St. Louis Hawks por 4–3.

## Aspectos destacados
- El All-Star Game de la NBA de 1960 se disputó en Filadelfia (Pensilvania), con victoria del Este sobre el Oeste por 125–115. El rookie Wilt Chamberlain, de los locales Philadelphia Warriors, ganó el premio MVP.
- Minneapolis Lakers jugó su última temporada en las Twin Cities. No existiría otro equipo de la NBA en Minnesota hasta el nacimiento de Minnesota Timberwolves en la temporada 1989-90.
- El calendario de la NBA se extendió de 72 partidos por equipo a 75.

## Clasificaciones
| Equipo                | V  | D  | %V   | P  |
| --------------------- | -- | -- | ---- | -- |
| Boston Celtics C      | 59 | 16 | .787 | -  |
| Philadelphia Warriors | 49 | 26 | .653 | 10 |
| Syracuse Nationals    | 45 | 30 | .600 | 14 |
| New York Knicks       | 27 | 48 | .360 | 32 |

| Equipo             | V  | D  | %V   | P  |
| ------------------ | -- | -- | ---- | -- |
| St. Louis Hawks    | 46 | 29 | .613 | -  |
| Detroit Pistons    | 30 | 45 | .400 | 16 |
| Minneapolis Lakers | 25 | 50 | .333 | 21 |
| Cincinnati Royals  | 19 | 56 | .253 | 27 |

* V: Victorias
* D: Derrotas
* %V: Porcentaje de victorias
* P: Partidos de diferencia respecto a la primera posición
* C: Campeón

## Playoffs
|  | Primera Ronda     | Primera Ronda | Primera Ronda |              |   | Finales de Conferencia | Finales de Conferencia | Finales de Conferencia |  |    | Finales NBA | Finales NBA | Finales NBA |  |
|  |                   |               |               |              |   |                        |                        |                        |  |    |             |             |             |  |
|  |                   |               |               |              |   |                        |                        |                        |  |    |             |             |             |  |
|  |                   |               |               |              |   |                        |                        |                        |  |    |             |             |             |  |
|  |                   |               |               |              |   |                        |                        |                        |  |    |             |             |             |  |
|  |                   |               |               |              |   |                        |                        |                        |  |    |             |             |             |  |
|  |                   | 1             | St. Louis     | 4            |   |                        |                        |                        |  |    |             |             |             |  |
|  | Conferencia Oeste | 1             | St. Louis     | 4            |   |                        |                        |                        |  |    |             |             |             |  |
|  |                   |               | 3             | Minneapolis  | 3 |                        |                        |                        |  |    |             |             |             |  |
|  | 3                 | Minneapolis   | 3             | Minneapolis  | 3 | 2                      |                        |                        |  |    |             |             |             |  |
|  | 3                 | Minneapolis   |               |              |   |                        |                        |                        |  |    |             |             |             |  |
|  | 2                 | Detroit       | 0             |              |   |                        |                        |                        |  |    |             |             |             |  |
|  | 2                 | Detroit       | 0             |              |   |                        |                        |                        |  | O1 | St. Louis   | 3           |             |  |
|  |                   |               |               |              |   |                        |                        |                        |  | O1 | St. Louis   | 3           |             |  |
|  |                   |               | E1            | Boston       | 4 |                        |                        |                        |  |    |             |             |             |  |
|  |                   |               | E1            | Boston       | 4 |                        |                        |                        |  |    |             |             |             |  |
|  |                   |               |               |              |   |                        |                        |                        |  |    |             |             |             |  |
|  |                   |               |               |              |   |                        |                        |                        |  |    |             |             |             |  |
|  |                   | 1             | Boston        | 4            |   |                        |                        |                        |  |    |             |             |             |  |
|  | Conferencia Este  | 1             | Boston        | 4            |   |                        |                        |                        |  |    |             |             |             |  |
|  |                   |               | 2             | Philadelphia | 2 |                        |                        |                        |  |    |             |             |             |  |
|  | 3                 | Syracuse      | 2             | Philadelphia | 2 | 1                      |                        |                        |  |    |             |             |             |  |
|  | 3                 | Syracuse      |               |              |   |                        |                        |                        |  |    |             |             |             |  |
|  | 2                 | Philadelphia  | 2             |              |   |                        |                        |                        |  |    |             |             |             |  |
|  | 2                 | Philadelphia  | 2             |              |   |                        |                        |                        |  |    |             |             |             |  |
|  |                   |               |               |              |   |                        |                        |                        |  |    |             |             |             |  |

## Estadísticas
| Categoría                    | Jugador          | Equipo                | Estadísticas |
| ---------------------------- | ---------------- | --------------------- | ------------ |
| Puntos por partido           | Wilt Chamberlain | Golden State Warriors | 37.6         |
| Rebotes por partido          | Wilt Chamberlain | Golden State Warriors | 27.0         |
| Asistencias por partido      | Bob Cousy        | Boston Celtics        | 9.5          |
| Porcentaje de tiros de campo | Ken Sears        | New York Knicks       | 47.7         |
| Porcentaje de tiros libres   | Dolph Schayes    | Syracuse Nationals    | 89.3         |

## Premios
- MVP de la Temporada
  -  Wilt Chamberlain (Philadelphia Warriors)
- Rookie del Año
  -  Wilt Chamberlain (Philadelphia Warriors)

| - Mejor Quinteto de la Temporada - Bob Pettit, St. Louis Hawks - Wilt Chamberlain, Philadelphia Warriors - Bob Cousy, Boston Celtics - Gene Shue, Detroit Pistons - Elgin Baylor, Minneapolis Lakers | - 2.º Mejor Quinteto de la Temporada - Jack Twyman, Cincinnati Royals - Bill Sharman, Boston Celtics - Dolph Schayes, Syracuse Nationals - Bill Russell, Boston Celtics - Richie Guerin, New York Knicks |